# 基谢拉莫宾
基谢拉莫宾（葡萄牙語：Quixeramobim）是巴西塞阿拉州的一个市镇。总面积3275.838平方公里，总人口67903人，人口密度20.7人/平方公里。